# Alamis transvaalica
Alamis transvaalica là một loài bướm đêm trong họ Noctuidae.